# Chō gekijōban Keroro gunsō: Gekishin Dragon Warriors de arimasu!
Chō gekijōban Keroro gunsō: Gekishin Dragon Warriors de arimasu! (超劇場版ケロロ軍曹 撃侵ドラゴンウォリアーズであります!? lett. "Il sergente Keroro, super versione cinematografica: Dragon Warriors, attacco e invasione, signorsì!) è un film del 2009 diretto da Susumu Yamaguchi. È il quarto film della serie Keroro creato da Mine Yoshizaki.

## Trama
Una serie di misteriosi archi sono apparsi nel pianeta, ma nessuno sembra sapere da dove provengano, né quantomeno il plotone di Keroro, che si è diviso ai quattro angoli del globo per controllarlo e prendere informazioni. Ma quando Tamama scomparirà in Francia; Keroro, Fuyuki e Natsumi voleranno in Europa, per investigare e ritrovarlo.
Ma rimane il dubbio nella vicenda, forse centra in qualche modo la misteriosa amica di Momoka, Shion, oppure il tutto è frutto di un attacco nemico. Toccherà a Keroro risolvere l'arcano.